# Tithraustes bialbifera
Tithraustes bialbifera är en fjärilsart som beskrevs av W. Warren 1904. Tithraustes bialbifera ingår i släktet Tithraustes och familjen tandspinnare. Inga underarter finns listade i Catalogue of Life.